# Mangaldan
Mangaldan ist eine Stadtgemeinde in der philippinischen Provinz Pangasinan. In dem flachen Gebiet lebten im Jahre 2015 106.331 Einwohner. Mangaldan wurde bereits im Juni 1600 von Dominikanern gegründet. Während des Zweiten Weltkrieges nutzte das US-amerikanische Militär die Start- und Landebahn der Gemeinde, die sie in jener Zeit besaß.
Mangaldan ist in folgende 30 Baranggays aufgeteilt:
| - Alitaya - Amansabina - Anolid - Banaoang - Bantayan - Bari - Bateng - Buenlag - David - Embarcadero (auch Imbarcadero geschrieben) - Gueguesangen - Guesang - Guiguilonen - Guilig - Inlambo | - Lanas - Landas - Maasin - Macayug - Malabago - Navaluan - Nibaliw - Osiem - Palua - Poblacion - Pogo - Salaan - Salay - Tebag - Talogtog |

## Söhne und Töchter
- Federico Limon (1915–1996), römisch-katholischer Ordensgeistlicher, Erzbischof von Lingayen-Dagupan
- Daniel Presto (* 1963), römisch-katholischer Geistlicher, Bischof von San Fernando de la Union